# 마츠모토 타이요

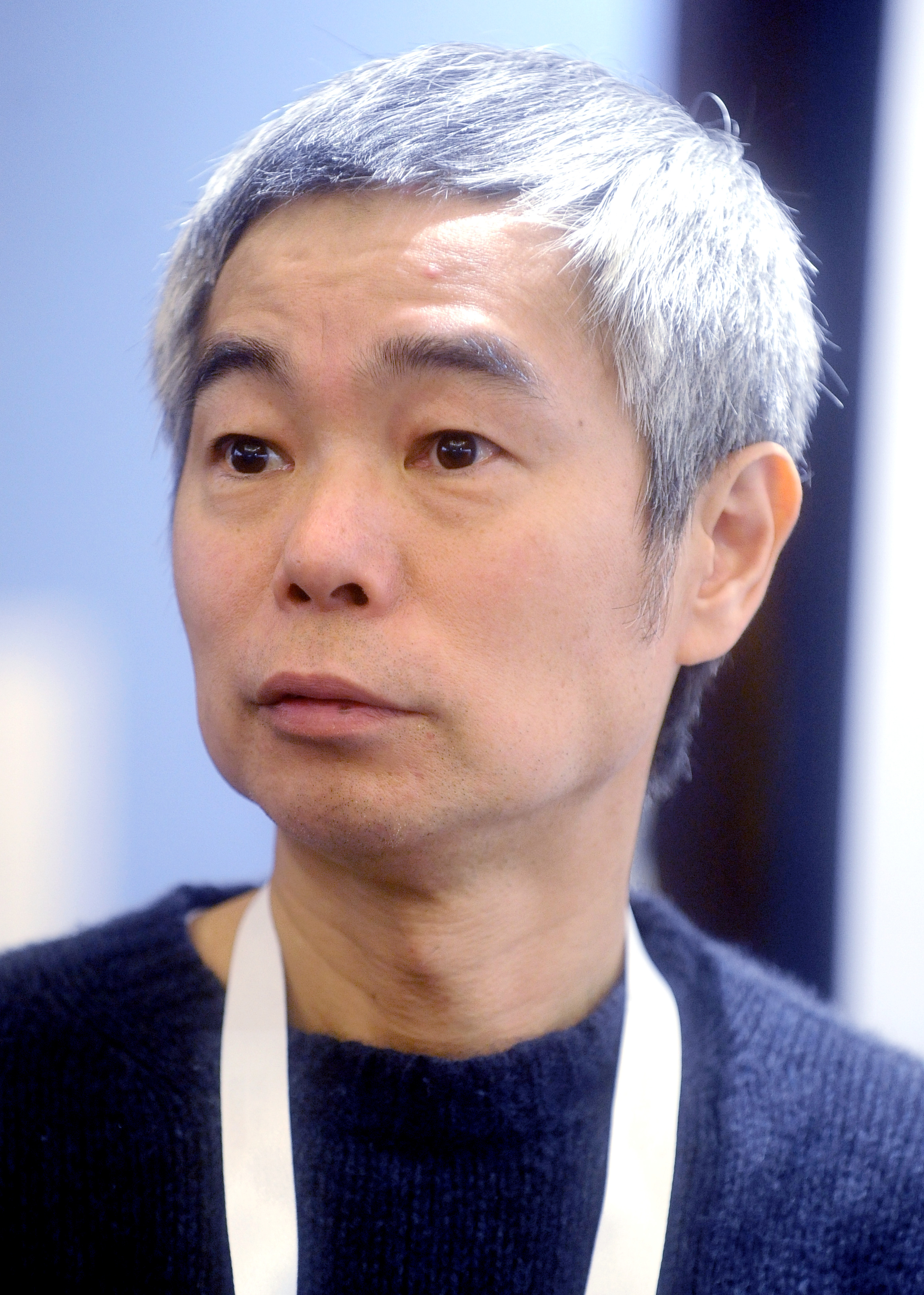

마츠모토 타이요(일본어: 松本大洋, 1967년 10월 25일 ~)는 일본의 만화가이다.

## 경력
마츠모토는 도쿄에서 태어났다. 원래는 축구선수가 되고 싶었으나 직업이 예술가로 바뀌었다. 코믹 오픈 콘테스트에서 처음으로 성공을 거둔 후 그는 1986년 프랑스 여행을 시작했는데, 이는 그의 경력에 중요한 포인트가 되었다.
마츠모토는 1987년 20세의 나이로 코단샤의 모닝 매거진에 첫 만화를 출판했다. 그곳에서 몇 편의 작품을 발표했지만, 충분한 인기를 얻지 못했고 결국에는 모닝 (잡지)과 같은 대형 잡지에 더 이상 연재할 수 없게 되었다. 대신 그는 쇼가쿠칸의 편집자인 호리 야스키와 접촉하여 복싱에 관한 만화를 그리도록 권유했고, 이 만화는 1990년부터 1991년 사이에 빅 코믹 스피리츠 잡지에 게재되었다.
1993년에 그는 빅 스피리츠 잡지에서 성공을 거둔 철근 콘크리트 만화 작업을 시작했으며 당시 코믹 아레 잡지에서 발표했던 니혼노쿄다이라는 컬렉션에 단편 소설 시리즈를 출판했다. 핑퐁 (만화)은 1996년 빅 스피리츠에 등장했고, 이어서 2000년에는 쇼가쿠칸의 월간 IKKI 잡지에 시리즈 5호가 게재되었다.
철근 콘크리트 애니메이션은 2006년 말 일본에서 출시되었으며 애니메이션과 만화 모두 영어로 출판되었다.

## 작품
- 철근 콘크리트 (시리즈)
- 핑퐁 (만화)